# Phan Văn Khải
Phan Văn Khải (Cu Chi, Cochinchina francesa; 25 de diciembre de 1933-Ciudad Ho Chi Minh, 17 de marzo de 2018) fue un político vietnamita y primer ministro de Vietnam.

## Biografía

### Carrera política
Primer ministro de Vietnam desde el 24 de septiembre de 1997. Fue reelegido en agosto de 2002 hasta junio de 2006.
El 17 de marzo de 2018, murió en su casa en Ciudad Ho Chi Minh.